# Cristian Hernán Díaz
Cristian "Kichu" Díaz (Villa Constitución, Provincia de Santa Fe, Argentina; 26 de mayo de 1989) es un futbolista argentino Juega de defensor en Mitre de Santiago del Estero, de la Primera B Nacional.

## Trayectoria

### Newell's Old Boys
Díaz surgió de las inferiores de Newell's Old Boys e integró el plantel profesional por primera vez en 2008. Su debut ocurrió el 4 de julio del año siguiente, siendo titular en la derrota por 2-1 frente a Racing. Luego sería reemplazado por Federico Falcone a los 34 minutos del segundo tiempo.
El 8 de abril de 2010 visitó por primera vez El Monumental. Allí fue titular, siendo reemplazado al minuto del segundo tiempo. El partido finalizó 0-1 a favor de la Lepra.
Un año después tuvo la posibilidad de conocer La Bombonera. A diferencia del partido frente a River Plate, el Xeneize ganó 1-0. Díaz fue titular.
En su primera participación en Copa Argentina, Díaz ingresó al minuto del segundo tiempo por Guillermo Ferracuti, pero finalmente perdió por penales frente a Patronato, de la Primera B Nacional.
A pesar de no jugar varios partidos en la temporada 2012-13, fue parte del equipo campeón del Torneo Final 2013. En total jugó 13 partidos.
Su primer partido en un torneo internacional (en este caso, en la Copa Libertadores) fue el 5 de marzo de 2013, ingresando a los 35 minutos del segundo tiempo por Hernán Villalba en la derrota por 1-2 frente a Universidad de Chile.
Un año más tarde convirtió su primer gol, siendo el tercero del partido en la victoria por 4-1 ante Vélez Sarsfield.
El 19 de octubre de 2014 jugó su primer clásico rosarino. Fue titular, pero terminó siendo reemplazado por Víctor Figueroa a los 7 minutos del segundo tiempo. El partido sería a favor del Canalla, que ganó el encuentro 2-0.

### Banfield
En 2015 fue prestado a Banfield. Debutó el 14 de marzo, siendo titular en la victoria por 3-2 sobre San Martín de San Juan. Fue reemplazado al minuto del segundo tiempo por Fabián Noguera. En el Taladro solo disputó 2 partidos.

### Gimnasia y Esgrima de Jujuy
En 2016, tras su mal paso por el conjunto bonaerense, llega libre a Gimnasia y Esgrima de Jujuy, de la Primera B Nacional. En su primer año jugó 10 partidos, es decir, la mitad del torneo.
Ya en su segundo año tuvo una participación más grande, ya que jugó 27 partidos, convirtiendo 2 goles (a Central Córdoba de Santiago del Estero y Los Andes).

### Central Córdoba de Santiago del Estero
Para la temporada 2017-18, Díaz se convierte en refuerzo de Central Córdoba de Santiago del Estero, equipo recién descendido al Torneo Federal A. Debutó con el conjunto santiagueño el 17 de septiembre en la victoria por 2-1 a Douglas Haig. En el mismo partido convirtió su primer gol con el Ferroviario. Díaz fue titular en la mayor parte del torneo, ayudando a la consagración del Federal A, su segundo título.
En la siguiente temporada fue titular en todos los partidos jugados por Central Córdoba, logrando un nuevo ascenso, esta vez a la Superliga.
En su primera temporada con el club en Primera, no tuvo tanta participación como en años anteriores, pero tuvo la posibilidad de enfrentarse a equipos grandes como Racing o San Lorenzo de Almagro, además de poder jugar contra el equipo donde debutó, Newell's Old Boys.

## Estadísticas
- Actualizado hasta el 7 de febrero de 2020.

| Newell's Old Boys Argentina | 1.ª                 |                     |     |   |    |   |   |    |     |      |      |
| Newell's Old Boys Argentina | 1.ª                 | 2008-09             | 1   | 0 | -  | - | - | -  | 1   | 0    | 0,00 |
| Newell's Old Boys Argentina | 1.ª                 | 2009-10             | 3   | 0 | -  | - | - | -  | 3   | 0    | 0,00 |
| Newell's Old Boys Argentina | 1.ª                 | 2010-11             | 15  | 0 | -  | - | - | -  | 15  | 0    | 0,00 |
| Newell's Old Boys Argentina | 1.ª                 | 2011-12             | 20  | 0 | 1  | 0 | - | -  | 21  | 0    | 0,00 |
| Newell's Old Boys Argentina | 1.ª                 | 2012-13             | 13  | 0 | 2  | 0 | 2 | 0  | 17  | 0    | 0,00 |
| Newell's Old Boys Argentina | 1.ª                 | 2013-14             | 15  | 1 | 0  | 0 | 0 | 0  | 15  | 1    | 0,06 |
| Newell's Old Boys Argentina | 1.ª                 | 2014                | 15  | 0 | 1  | 0 | - | -  | 16  | 0    | 0,00 |
| Newell's Old Boys Argentina | Total club          | Total club          | 82  | 1 | 3  | 0 | 2 | 0  | 87  | 1    | 0,01 |
| Banfield Argentina | 1.ª                 |                     |     |   |    |   |   |    |     |      |      |
| Banfield Argentina | 1.ª                 | 2015                | 1   | 0 | 1  | 0 | - | -  | 2   | 0    | 0,00 |
| Banfield Argentina | Total club          | Total club          | 1   | 0 | 1  | 0 | - | -  | 2   | 0    | 0,00 |
| Gimnasia y Esgrima (J) Argentina | 2.ª                 |                     |     |   |    |   |   |    |     |      |      |
| Gimnasia y Esgrima (J) Argentina | 2.ª                 | 2016                | 10  | 0 | 0  | 0 | - | -  | 10  | 0    | 0,00 |
| Gimnasia y Esgrima (J) Argentina | 2.ª                 | 2016-17             | 27  | 2 | 1  | 0 | - | -  | 28  | 2    | 0,07 |
| Gimnasia y Esgrima (J) Argentina | Total club          | Total club          | 37  | 2 | 1  | 0 | - | -  | 38  | 2    | 0,05 |
| Central Córdoba (SdE) Argentina | 3.ª                 |                     |     |   |    |   |   |    |     |      |      |
| Central Córdoba (SdE) Argentina | 3.ª                 | 2017-18             | 27  | 4 | 2  | 0 | - | -  | 29  | 4    | 0,13 |
| Central Córdoba (SdE) Argentina | 2.ª                 |                     |     |   |    |   |   |    |     |      |      |
| Central Córdoba (SdE) Argentina | 2018-19             | 30                  | 0   | 4 | 0  | - | - | 34 | 0   | 0,00 |      |
| Central Córdoba (SdE) Argentina | 1.ª                 |                     |     |   |    |   |   |    |     |      |      |
| Central Córdoba (SdE) Argentina | 2019-20             | 8                   | 0   | 3 | 0  | - | - | 11 | 0   | 0,00 |      |
| Central Córdoba (SdE) Argentina | Total club          | Total club          | 65  | 4 | 9  | 0 | - | -  | 74  | 4    | 0,05 |
| Total en su carrera | Total en su carrera | Total en su carrera | 185 | 7 | 14 | 0 | 2 | 0  | 201 | 7    | 0,03 |
| (1) Las copas nacionales se refiere a la Copa Argentina y a la Copa de la Superliga Argentina. (2) Las copas internacionales se refiere a la Copa Libertadores y a la Copa Sudamericana. (3) Media de goles por encuentro. No incluye goles en partidos amistosos. |                     |                     |     |   |    |   |   |    |     |      |      |

## Palmarés

### Torneos Nacionales
| Título           | Club              | País      | Año               |
| ---------------- | ----------------- | --------- | ----------------- |
| Primera División | Newell's Old Boys | Argentina | Torneo Final 2013 |